# Victoria (roman)
Victoria är en kärleksroman av Knut Hamsun. Den skrevs 1898, och dess viktigaste teman är olycklig kärlek, ungdomsförälskelse och klasskillnader. Boken är en av Hamsuns mest kända, och utgjorde något av en inledning till den nya epoken nyromantiken.

## Handling
Johannes är huvudperson, en mjölnarson som i början av sitt liv ville bli tändsticksmakare. Han är författare och tycker mycket om naturen, men han kan aldrig få den han älskar, rikemansdottern Victoria. De två träffas för första gången när Johannes är 14 år gammal och Victoria är fyra år yngre. Vi följer dem ända upp till vuxen ålder och ser särskilt hur Johannes gör allt för att imponera på Victoria och för att klättra på den sociala stegen. Han försöker imponera på alla sätt, men lyckas inte. De träffas flera gånger och berättar om sina känslor, men hindras från att bli ett par på grund av Victorias högre ställning i samhället. Dessutom är Victoria tvungen att gifta sig med den rike Otto för att hennes föräldrar ska få de pengar de är i så djupt behov av. Till slut dör Victoria som ung av tuberkulos, och efterlämnar endast ett brev till Johannes där hon förklarar varför hon har avvisat honom och om det påtvingade äktenskapet med Otto.

## Filmatiseringar
- Viktorija, 1917, regi Olga Preobrazjenskaja
- Viktoria, 1935, regi Carl Hoffmann
- Victoria, 1979, regi Bo Widerberg
- Viktorija, 1988, regi Olgerts Dunkers
- Victoria, 2013, regi Torun Lian